# Garra imbarbatus
Garra imbarbatus är en fiskart som först beskrevs av Nguyen 2001.  Garra imbarbatus ingår i släktet Garra och familjen karpfiskar. Inga underarter finns listade i Catalogue of Life.